# Cyclosorus marquesicus
Cyclosorus marquesicus är en kärrbräkenväxtart som först beskrevs av Holtt., och fick sitt nu gällande namn av David H. Lorence och A. R. Sm. Cyclosorus marquesicus ingår i släktet Cyclosorus och familjen Thelypteridaceae. Inga underarter finns listade.